# Zelippistes benhami
Zelippistes benhami là một loài ốc biển, là động vật thân mềm chân bụng sống ở biển trong họ Capulidae.

## Phân bố
Loài này phân bố dọc theo New Zealand.